# 声優養成所
声優養成所（せいゆうようせいじょ）は、声優を目指している者に声優になるための知識や演技力などを学ぶ機関である。

## 概要
声優養成所は声優を目指している一般人に、声優になるための知識や演技力などを教授し、養成する機関であるが、学校法人の運営する学校とは違い、声優のマネージメントを主とする芸能事務所が独自で経営している場合が多い。一部の養成所では声優事務所（声優プロダクション）の付属の養成所としてではなく、養成学校のような形式で、単に養成だけを目的（スクールビジネス）としている所もある。
青二プロダクションやアーツビジョン、IAMエージェンシーなどの声優事務所から、声優個人が経営する事務所まで多くが傘下に養成所を持っており、養成所に通う受講生からの受講費（入所金やレッスン料など）が声優事務所・声優養成所の大きな収入源となっている。

## 歴史
声優という言葉が初めて使われたのは、ラジオの時代である。1925年7月に東京放送局（現在のNHK）でラジオ本放送が開始される。その年にラジオドラマを放送。1941年にはそのラジオドラマに出演するための俳優を養成するための劇団（NHK放送劇団）を創設した。これが、最初の養成所とも言われている。さらに、その第1期合格者を報じるために新聞で初めて「声優」という言葉が使われた。日本で初めて声優という職業を生業とした人は、滝口順平とされる。1953年に地上波のテレビ放送が始まり、1956年には海外ドラマ『カウボーイGメン』が放送され、生放送で吹き替え全役を一人で演じたのが滝口である。
1970年代半ばになると『宇宙戦艦ヤマト』、1979年に『機動戦士ガンダム』が放映され、人気をはくした。また、1981年に初のOVA（オリジナル・ビデオ・アニメ）『ダロス』が作られ、アニメの世界に新しい分野が生まれる。これまでアニメは子供が見るものであるといわれていたが、このブームによりアニメは娯楽としても市民権を手に入れた。アニメブームに伴って、声優への注目が高まり第二次アニメブームと呼ばれるほど盛り上がったこの時期にぷろだくしょんバオバブ、81プロデュース、アーツビジョン、大沢事務所などの声優事務所が設立され、既存のプロダクションは声優専門の養成所を設立した。声優の専門養成機関が本格的に誕生したのはこの時期である。この時期に声優志望の若者が育成所に入り、そこを卒業し事務所に採用されれば新人声優となる。日本俳優連合のランクに登録され、アニメのアフレコを中心に活動するという今の形が確立した。そのような形で育てられた声優たちが大ブレイクするのが、第三次アニメブームである。
1992年の『美少女戦士セーラームーン』の放映により声優人気が爆発した。これはキャラクターの人気から派生するものとは異なり、声優個人に魅力を感じ始めたことによる、アイドル世界への新たな発信源となった。
こうして1990年代から、声の出演にとどまらず声優個人のCDデビュー、コンサート、写真集の出版と活動が幅広くなり、声優雑誌も創刊され、声優を目指す人が増加した。
声優養成所に通う人が増えている要因として、アニメ市場の拡大があげられる。一般社団法人日本動画協会の「アニメ産業レポート2016年」によると、第三次アニメブームの1992年は、アニメ番組の放映作品数は91本だった。しかし、2015年の放映作品数は約4倍の341本に増えている。市場規模も1兆8000億を超えた。以降、アニメが身近になることにより、若者の関心が増えていった。そして、声優の活躍する場も増加し、その認知度が上がっていったために、目指す人が増えたとみられる。
1997年には朝日新聞が、「声優養成所『日本ナレーション演技研究所』では、4年前に比べて3、4倍の志望者が来ており、『これまでは芝居の経験者が多かったが、最近は初心者が増えて、年齢も下がってきた』。今年4月に、おもちゃメーカー、バンダイの系列会社『ミューラス』が開校したタレント養成所の声優・俳優コースでも、声優の希望者は俳優の3倍に上るという。声優の中には武道館コンサートを開いた人気声優もいる。プロとして食べていけるのは100人に1人、ともいわれているが、若者にとっては、『別世界への近道』に見えるのかもしれない、と警告を鳴らしている。」と記事で述べた。声優の浪川大輔も「声優を目指している人は30万人ぐらいいる。声優自体はおよそ一万人いる。その中でも、声優単体で、食べていける人は300人ぐらいだ。1万人は全然食べられていない」と声優業界の過酷さを語った。岩田光央は自書で、「僕が声優道を歩み始めた30年前と比べてみると、その職業観は大きく変わりました」と語り、そして「声優の仕事を始めた30年前に比べれば、仕事の幅も機会も広がっています。（中略）志望者が30万人にまで膨れ上がった」とも語る。
雑誌声優グランプリ付録声優名鑑によれば、2001年に掲載された声優の数は370名以上、2015年には1192名になっている。

## 声優養成所の分類
声優養成所は4つに分類できる。一つは声優・俳優プロダクションが経営する養成所。二つ目は劇団付属養成所。三つ目は学校法人が経営している専門学校、四つ目は非学校法人の運営する無認可校である。実際に活躍している声優の8割は専門学校出身者と言われている。
声優の養成所とは、多くの場合声優プロダクションなどが運営を行っている。一方専門学校については、声優になるための技術を磨く訓練校のようなものとなっている。

### プロダクション経営の養成所
週1回からでも声優になるためのレッスンがうけられる。優秀な場合ごくまれに1年で修了する飛び級もあるが、2年制のところが多い。さらに学費が専門学校より安く、中には年間20万円から受けられるところがある。さらに声優プロダクションが直接養成所を設けている場合が多いため養成所の中でも頭角をあらわせば、エスカレータ式にその事務所に所属することができデビューにつながりやすい。また、自分の入りたいプロダクションに養成員として入れることができる。
一方、入所するのにオーディションがあるため、合格しないと養成所に入ることはできない。そのため入所できる人が限られる。
さらに、コマ数が少ないため実践的な演習になったりする。例えば、地方出身者向けのイントネーションの練習など基礎的な学習が省かれる場合がある。

### 学校法人の専門学校
学校法人が経営している専門学校ではほかの学校と同じで全日制で授業を行っている専修学校である。そのため授業時間が長いので、基礎から技術を身に着けることができる。
さらに、プロダクション経営とは違い特定のプロダクションに縛られないため、各事務所の入所試験を受けることが可能である。
学費は年間で100万円から150万円ほどかかる。さらに全日制のため、朝から晩まで授業がある。仕事をしている人や他学校に在籍している人には、両立が難しい。

### 無認可校
代々木アニメーション学院など学校法人の運営ではない無認可校も数多い。無認可校の場合は法的なカリキュラムの縛りがないため、全日制以外に土日のみや小中高生を対象にしたコースなどの専門学校にはないコースも開設することが多い。

### 劇団付属養成所
劇団が経営している養成所である。劇団付属の養成所は各劇団の舞台に立つ演技者を育成するのを重きを置いている。声優として活躍する人もいるが、養成所としては声優を育成しているとは言えない。ほぼ毎日芝居にかかわるあらゆるレッスンが受けられるため、覚悟と実力が育つ場所である。

## 主な声優養成所

### プロダクション経営養成所
- 東京俳優生活協同組合 俳協ボイスアクターズスタジオ / 俳協演劇研究所 - 1972年開設
- オフィスCHK CHK声優センター - 1974年開設
- 青二プロダクション付属青二塾 - 1982年に開校
- マウスプロモーション付属俳優養成所 - 1985年に開設
- よこざわけい子 声優・ナレータースクール
- サンミュージック・アカデミー / サンミュージック付属養成所 - 1988年設立
- アーツビジョン付属日本ナレーション演技研究所 - 1990年設立
- 81プロデュース付属俳優養成所　81ACTORS STUDIO （旧称：81プロデュース演技研究所） - 1990年一般募集開始
- プロダクション・エース演技研究所 - 設立は1993年7月
- 東北新社 映像テクノアカデミア - 1995年開校
- レオパード・スティール (旧松濤アクターズギムナジウム - 1995年4月開校)
- スクールデュオ - 1998年創設
- ヴォイス&アクターズ道場 - 1998年設立
- スターダス・21 プロダクション付属声優・タレント（俳優）養成所
- ぷろだくしょんバオバブ附属養成所 B・A・O - 1999年1月設立
- ザウルス声優スクール・テラコヤザウルス
- アクセント付属養成所シャイン - 1999年1月に設立
- アトミックモンキー/声優・演技研究所 - 2000年設立
- ケンユウオフィス付属talk back - 2001年設立
- プロ・フィット声優養成所 - 2004年4月設立、2022年3月まではプロ・フィットが運営し、同年4月よりラクーンドッグへ移管
- トリビアファクトリー - 2025年設立
- 花やしきアクターズスタジオ - 2004年設立
- B-Box Actors School - 2005年6月（旧井上和彦の声優教室 - 設立1995年）
- JTBエンタテインメントアカデミー - 2007年設立
- MAGES.運営SAY YOU LAB (旧ドワンゴクリエイティブスクール - 2007年4月開校)
- インターナショナル・メディア学院 - 2009年設立
- EARLY WINGGROUP付属養成所 / WAHO學院声優・ナレーター トレーニングスタジオ  (旧アーリートレーニングスタジオ - 2010年4月開設）
- シグマ・セブン声優養成所 - 2010年4月設立 / Doaプロダクション The・声優塾
- アプトプロ付属養成所
- イエローテイル江古田エンターテインメントアカデミー E・E・A
- アクセルゼロ - 2011年
- モーデリアヴォイスレック
- ガジェットリンク附属声優養成所
- 養成所アンド (ネクシードとプランダス共同経営) - 2012年開校
- スタイルキューブ附属声優養成所スタイルアカデミー - 2013年4月開校
- 声優・ナレーター養成所 ラムー - 2016年12月設立
- アニモプロデュース付属Animo Actors Source - 2017年開設
- Rush Style付属養成所RSアカデミー - 2017年4月開所
- 株式会社S声優養成スクール PineS - 2018年10月開校
- プロダクション・エース演技研究所 - 2018年
- 東京ナレーション演技研究所 - 2018年2月設立
- エヌ・クリエイション付属養成所 - 2019年設立
- アルディ ボイスアクターズ ラボ
- 株式会社アトレイズ　声優養成所ビーフリー - 2025年4月開校

### 劇団付属養成所
- 演劇集団 円附属円・演劇研究所
- JOKO演劇学校
- 青年座研究所
- 劇団テアトル・エコー
- 劇団俳優座研究所
- 劇団ひまわり俳優養成所
- 文学座附属演劇研究所
- ショウデザイン舎（現劇舎カナリア）ワークショップ

### その他
- アミューズメントメディア総合学院
- 総合学園ヒューマンアカデミー
- バンタンゲームアカデミー
- 代々木アニメーション学院
- アバロン声優スクール
- 三ツ矢雄二私設養成所「ミツヤプロジェクト」　1997年開始
- スタジオCAN 1999年6月設立
- 小林通孝私設養成所「声優塾VoiceHeart」 2000年開塾
- 声優養成所「めいどりーみん声優スクール」2014年開設

### 学校法人の専門学校
- 音響芸術専門学校
- 神戸電子専門学校
- 尚美ミュージックカレッジ専門学校
- 専門学校東京アナウンス学院
- 専門学校 東京声優・国際アカデミー
- 東京アニメーションカレッジ専門学校
- 東京アニメ・声優＆eスポーツ専門学校
- 日本工学院専門学校
- 北海道芸術デザイン専門学校
- ビジュアルアーツ専門学校